# Кришна Дас
Кри́шна Дас (англ. Krishna Das; имя при рождении — Джеффри Кагель, англ. Jeffrey Kagel; род. 31 мая 1947, Лонг-Айленд, Нью-Йорк) — американский певец и музыкант, которого называют самым известным западным исполнителем индуистской религиозной музыки в стиле киртан.
Джеффри Кагель родился 31 мая 1947 года в еврейской семье в Нью-Йорке . В 1969 году Джеффри посетил Индию, где вместе с Рам Дассом обучался у индуистского гуру Ним Кароли Бабы, который дал ему духовное посвящение и имя «Кришна Дас», означающее «слуга Кришны». Кришна Дас в течение многих лет изучал буддийские медитационные практики и бхакти-йогу.
В 1996 году Кришна Дас выпустил свой первый альбом One Track Heart и в последующие годы получил всемирную известность как исполнитель киртанов.
Альбомы Кришны Даса содержат индуистские бхаджаны и киртаны известных мантр, таких как мантра «Харе Кришна» и «Ом намах Шивая».
Кришна Дас активно путешествует, выступая с концертами и занимаясь преподавательской деятельностью, часто вместе с Рам Дассом. Он также даёт курсы медитации в сотрудничестве с известным в США учителем медитации Шароном Зальцбергом.
В 2013 году альбом Кришны Даса Live Ananda был номинирован на премию «Грэмми» в категории «Лучший альбом нью-эйдж».
Рам Дасс о Кришна Дасе: «Когда я жил в Индии, я часто слушал киртаны. Я обнаружил, что я мог слушать различных исполнителей и чувствовать глубину их связи с Богом через чистоту их пения. Кришна Дас является примером исполнителя, чьё исходящее от сердца пение помогает соприкоснуться с Богом».

## Дискография
- One Track Heart (1996)
- Pilgrim Heart (1998)
- Live… on Earth (2000)
- Pilgrim of the Heart (2001)
- Breath of the Heart (2001)
- A Drop of the Ocean (2003)
- Door of Faith (2003)
- Kirtan: The Great Mantra from the Himalayas (2004)
- Greatest Hits of the Kali Yuga (2004)
- All One (2005)
- Gathering in the Light (2007)
- Flow of Grace — Chanting the Hanuman Chalisa (2007)
- Heart Full of Soul (2008)
- Heart As Wide As The World (2010)
- Kirtan Wallah (2014)
- Trust In The Heart (2017)